# Tvåspetsad fältmätare
Tvåspetsad fältmätare (Euphyia biangulata) är en fjärilsart som beskrevs av Adrian Hardy Haworth 1802. Tvåspetsad fältmätare ingår i släktet Euphyia och familjen mätare. Enligt den finländska rödlistan är arten nära hotad i Finland. Arten är reproducerande i Sverige. Artens livsmiljö är friska och torra lundar. Inga underarter finns listade i Catalogue of Life.

## Bildgalleri

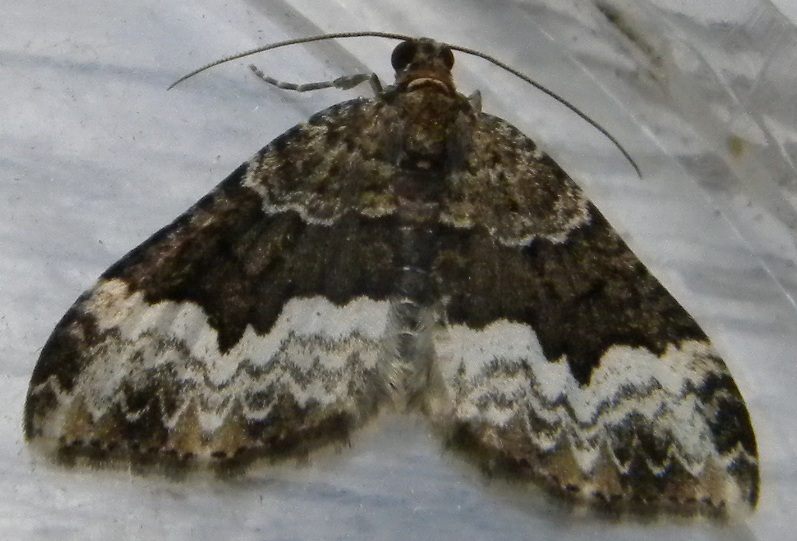
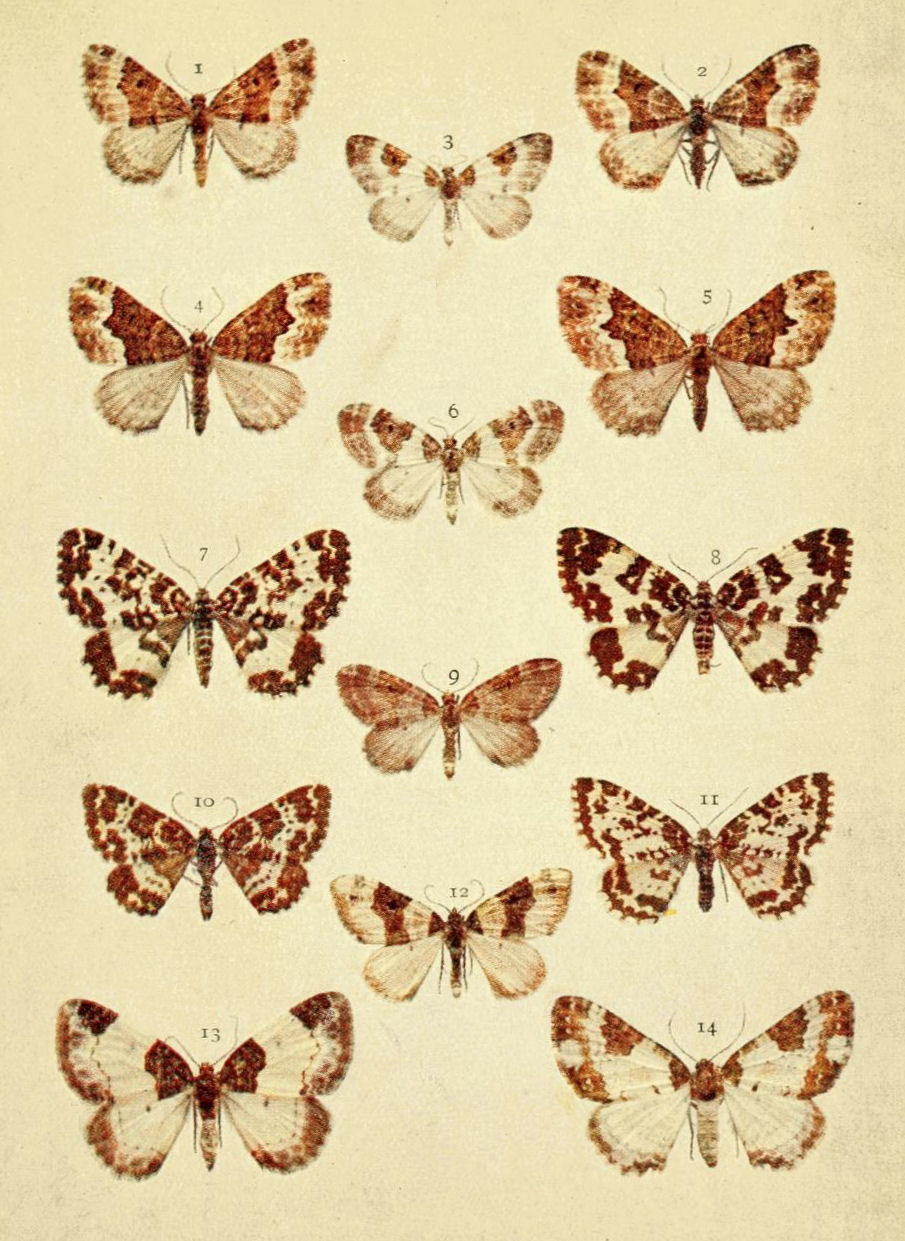